# Euptychium papillosum
Euptychium papillosum är en bladmossart som beskrevs av Brotherus och Jean Édouard Gabriel Narcisse Paris 1909. Euptychium papillosum ingår i släktet Euptychium och familjen Pterobryaceae. Inga underarter finns listade i Catalogue of Life.